# Final Fantasy Mystic Quest
Final Fantasy Mystic Quest, uitgebracht als Mystic Quest Legend in PAL-regio's en als Final Fantasy USA: Mystic Quest in Japan, is een Computerrollenspel (RPG) voor de Super Nintendo Entertainment System. Het spel werd uitgebracht als een spin-off van Square's populaire Final Fantasy serie van computerspellen. Final Fantasy Mystic Quest werd voor het eerst uitgebracht in Noord-Amerika in 1992 en werd neergezet als een "vereenvoudigde role-playing game" in een poging om het genre uit te breiden. Het spel presentatie en de battle-systeem is in grote lijnen vergelijkbaar met die van de hoofdserie, maar verschilden in de opname van de action-adventure game-elementen. Samen met Final Fantasy Adventure, was Final Fantasy Mystic Quest de eerste Final Fantasy game dat is uitgebracht in Europa.
In het spel bestuurt de speler een jongeman met de naam Benjamin in zijn zoektocht om de wereld te redden. Zijn doel is om een set van gestolen kristallen terug te winnen die bepaalt wat de staat is van de vier elementaire krachten in de wereld.

## Gameplay
De gameplay vindt een afwijking van de hoofdserie in een verscheidenheid van manieren. 
- De vijanden zijn in kerkers gewoon zichtbaar en de speler kan ze bestrijden door naar hen toe te lopen. Dit elimineert de willekeurige gevechten. Wel bevinden vijanden zich vaak in flessenhalzen in dungeons, dus zal toch een minimumaantal vijanden moeten worden verslagen;
- Ook op de wereldkaart zijn geen willekeurige gevechten. In plaats daarvan kan de speler op 'slagvelden' monsters verslaan, en hiermee sterker worden en nuttige voorwerpen bemachtigen.
- Benjamin krijgt bij tijd en wijle een strijdmakker die een bepaalde tijd met hem meereist en -vecht, zodat de groep dus uit maximaal 2 karakters bestaat. De medestrijders worden in gevechten door de computer bestuurd.
- Er bestaan 3 soorten magie: zwarte magie, witte magie, en tovenaarsmagie. Iedere categorie kent 4 spreuken wat het totaal op 12 brengt. Dit is minder dan in de meeste andere Final Fantasy spellen.
- Wapens, schilden, harnassen etc. worden automatisch uitgerust en hoeven niet meer manueel aangebracht te worden. Er bestaan 4 soorten wapens: bijlen, zwaarden, klauwen en bommen. De speler kan kiezen welk soort wapen hij gebruikt, maar het spel geeft Benjamin automatisch het sterkste wapen in elke categorie uit de inventaris. Het aantal wapens is ook beperkter dan in de meeste andere Final Fantasy spellen.

Om deze reden is het spel vooral geschikt voor wat jongere kinderen.

## Platforms
| Jaar | Platform                                   |
| ---- | ------------------------------------------ |
| 1992 | Super Nintendo Entertainment System (SNES) |
| 2010 | Virtual Console (Wii)                      |

## Ontvangst
| Beoordeeld door   | Jaar | Platform | Score |
| ----------------- | ---- | -------- | ----- |
| Mega Fun          | 1993 | SNES     | 83%   |
| RPGFan            | 2000 | SNES     | 79%   |
| N-Force           | 1993 | SNES     | 76%   |
| RPGFan            | 2007 | SNES     | 75%   |
| HonestGamers      | 2004 | SNES     | 70%   |
| Nintendo Life     | 2010 | Wii      | 70%   |
| Thunderbolt Games | 2004 | SNES     | 70%   |
| HonestGamers      | 2002 | SNES     | 60%   |
| neXGam            | 2002 | SNES     | 53%   |
| Defunct Games     | 2010 | Wii      | 42%   |